# 펩시 챌린지
펩시 챌린지(영어: Pepsi Challenge)는 1975년부터 펩시코가 진행했던 마케팅이었다. 펩시가 후원하는 미네소타주 비와빅의 자이언츠 리지 스키장에서 열리는 크로스 컨트리 스키 경기의 이름이기도 하다.

## 같이 보기
- 콜라 전쟁
- 뉴코크

- 펩시 스터프

## 참고 도서
- Koenigs, M., Tranel, D. (2008). Prefrontal cortex damage abolishes brand-cued changes in cola preference. Social Cognitive and Affective Neuroscience, 3, 1–6.
- Pronko, N.H., Herman, D.T. (1950). Identification of cola beverages. IV. Postscript. Journal of Applied Psychology, 34, 68–69.
- Woolfolk, ME; Castellan, W; Brooks, CI (1983). “Pepsi versus Coke: Labels, not tastes, prevail” (PDF). 《Psychological Reports》 52: 185–186. doi:10.2466/pr0.1983.52.1.185. S2CID 147103073. 2006년 9월 14일에 원본 문서 (PDF)에서 보존된 문서.